# Strongylostoma levandovskii
Strongylostoma levandovskii is een platworm (Platyhelminthes). De worm is tweeslachtig. De soort leeft in of nabij zoet water.
Het geslacht Strongylostoma, waarin de platworm wordt geplaatst, wordt tot de familie Typhloplanidae gerekend. De wetenschappelijke naam van de soort werd voor het eerst geldig gepubliceerd in 1924 door Nasonov.